# Ruta estatal de Nevada 892
La ruta estatal de Nevada 892, y abreviada SR 892 (en inglés: Nevada State Route 892) es una carretera estatal estadounidense ubicada en el estado de Nevada. La carretera inicia en el sur desde la US 50     en Eureka hacia el sorte en la 11,912 millas al norte de Strawberry. La carretera tiene una longitud de 57,8 km (35.919 mi).

## Mantenimiento
Al igual que las autopistas interestatales, y las rutas federales y el resto de carreteras estatales, la Ruta Estatal de Nevada 892 es administrada y mantenida por el Departamento de Transporte de Nevada por sus siglas en inglés Nevada DOT.